# Ingobernable
Ingobernable és una sèrie web mexicana creada per Epigmenio Ibarra, Verónica Velasco i Natasha Ybarra-Klor, produïda per Argos Comunicación per a Netflix l'any 2017. És protagonitzada per Kate del Castillo, Alberto Guerra, Eréndira Ibarra i Erik Hayser.
La primera temporada va estrenar el 24 de març de 2017.
Els enregistraments de la segona temporada van iniciar al gener de 2018 i es va estrenar el 14 de setembre.

## Argument
Emilia Urquiza és la primera dama de Mèxic i té grans plans per a millorar les condicions del país gràcies al seu compromís de lluitar per la pau. A mesura que Emília comença a perdre la fe en el seu marit, el president Diego Nava, es troba en un encreuament on haurà de trobar una manera de bregar amb un gran repte i descobrir la veritat.

## Producció
Al gener de 2016, el Procuradoratge General de la República va citar Kate del Castillo perquè declarés en qualitat de testimoni sobre la relació amb Joaquín Guzmán Loera; no obstant això, l'empresa Netflix va confirmar que la sèrie seguiria endavant. La posterior ordre de detenció contra la protagonista portaria a l'empresa productora (Argos Comunicación) a canviar els plans, perquè les escenes serien filmades entre Mèxic i San Diego, pel fet que l'actriu no ingressaria a territori mexicà.

## Llista d'emissió
| Temporada | Temporada | Episodis | Data de llançament     |
| --------- | --------- | -------- | ---------------------- |
|           | 1         | 15       | 24 de març de 2017     |
|           | 2         | 12       | 14 de setembre de 2018 |

## Repartiment

### Primera temporada

#### Repartiment principal
- Kate del Castillo com Emilia Urquiza García, Primera dama de Mèxic.
- Eréndira Ibarra com Mónica Álvarez / Ana Vargas-West, cap de l'Oficina de la Presidència, agent de la Agència Central d'Intel·ligència.
- Alberto Guerra com Canek Lagos Ruiz, fill de Dolores i aliat d'Emília.
- Erik Hayser com Diego Nava Martínez, President de Mèxic.
- Luis Roberto Guzmán com Pete Vázquez, agent de la Agència Central d'Intel·ligència
- Álvaro Guerrero com José "Pepe" Barquet, secretari de governació; President provisional.
- María del Carmen Farías com Dolores Lagos Ruiz, mare de Canek i institutriu de María i Emiliano.
- Aída López com Chela Lagos Ruiz, tia de Canek i parella de Ovni.
- Marco Treviño com Agustín Aguirre, General Secretari de la Defensa Nacional
- Tamara Mazarrasa com Zyan Torres, amiga de Chela, Canek i Chris.
- Marianna Burelli com Daniela Hurtado, assistent de Patricia.
- Hernán Del Riego com Bruno Almada, general Secretario de la Defensa Nacional.
- Alicia Jaziz com María Nava Urquiza, filla d'Emilia i Diego.
- Mitzi Mabel Cadena com Citlalli López "La Mosca", segrestrada del C1
- Alessio Valentini Padilla com Emiliano Nava Urquiza, fill d'Emilia i Diego.

##### Actuació especial
- Diego Cadavid com Jaime Bray González, consultor del CENAPAZ
- Maxi Iglesias com Ovni, aliat d'Emilia, Canek i Chela.
- Marina de Tavira com Patricia Lieberman, fiscal especial encarregada de la investigació de la mort de Diego Nava
- Harold Torres com Christopher "Chris" López
- i Fernando Luján com Tomás Urquiza, empresari i pare d'Emilia.

### Segona temporada

#### Repartiment principal
- Kate del Castillo com Emilia Urquiza García, Primera dama de Mèxic.
- Eréndira Ibarra com Mónica Álvarez / Ana Vargas-West, cap de l'Oficina de la Presidència, agent de la Agència Central d'Intel·ligència.
- Alberto Guerra com Canek Lagos Ruiz, fill de Dolores i aliat d'Emília.
- Erik Hayser com Diego Nava Martínez, President de Mèxic.
- Luis Ernesto Franco com Santiago Salazar D'Olhaberriague, membre del cartel dels X-8
- Álvaro Guerrero com José "Pepe" Barquet, secretari de governació; President provisional.
- María del Carmen Farías com Dolores Lagos Ruiz, mare de Canek i institutriu de María i Emiliano.
- Tamara Mazarrasa com Zyan Torres, amiga de Chela, Canek i Chris.
- Martijn Kuiper com Simon Chase, periodista
- Jack Duarte com Freddie Crawford
- Isabel Aerenlund com Kelly Crawford
- Mitzi Mabel Cadena com Citlalli López "La Mosca", segrestrada del C1
- Aída López com Chela Lagos Ruiz, tia de Canek i parella d'Ovni.
- Claudette Maillé com Ofelia Pereda, cap de govern
- Alicia Jaziz com María Nava Urquiza, hija de Emilia y Diego.
- Hernán Del Riego com Bruno Almada, general Secretario de la Defensa Nacional.
- Alessio Valentini Padilla como Emiliano Nava Urquiza, hijo de Emilia y Diego.
- Tania Ángeles como Jennifer Gómez

##### Actuació especial
- Maxi Iglesias com Ovni, aliat d'Emilia, Canek i Chela.
- Juan Pablo Medina com Raúl Mejía, general
- Otto Sirgo com Tomás Urquiza, empresari i pare d'Emilia.

#### Recurrents
- Jeimy Osorio com Amanda.
- Luciana Silveyra com Claudia Rojas, periodista (temporada 2).
- Juan José Pucheta com Benítez.
- Pablo Aztiazarán com Juan Cabo.
- Lourdes Reyes com Sofía.
- Dagoberto Gama com Juventino (temporada 2).
- Lourdes Ruiz com Meche.
- Jimena Luna com Emilia Urquiza García (jove).
- Ángel Cerlo com General Valdés.